# (500293) 2012 PW43
(500293) 2012 PW43 es un asteroide perteneciente al cinturón de asteroides, descubierto el 14 de agosto de 2012 por el equipo del Pan-STARRS desde el Observatorio de Haleakala, Hawái, Estados Unidos.

## Designación y nombre
Designado provisionalmente como 2012 PW43.

## Características orbitales
2012 PW43 está situado a una distancia media del Sol de 3,176 ua, pudiendo alejarse hasta 3,645 ua y acercarse hasta 2,708 ua. Su excentricidad es 0,147 y la inclinación orbital 13,12 grados. Emplea 2068,26 días en completar una órbita alrededor del Sol.
Los próximos acercamientos a la órbita de Júpiter se producirán el 2 de octubre de 2025, el 3 de noviembre de 2111 y el 5 de septiembre de 2122, entre otros.

## Características físicas
La magnitud absoluta de 2012 PW43 es 16,1.